# Världsmästerskapen i skidskytte 2002
Världsmästerskapen i skidskytte 2002 avgjordes i Holmenkollen utanför Oslo i Norge den 24 mars 2002. Eftersom Olympiska vinterspelen anordnades samma år i Salt Lake City fick masstartstävlingen i Oslo VM-status då masstart inte fanns med på det olympiska programmet det året.

## Medaljfördelning
|       |             |      |        |       |        |
| Plats | Land        | Guld | Silver | Brons | Totalt |
| 1     | Frankrike   | 1    | 0      | 0     | 1      |
|       | Ukraina     | 1    | 0      | 0     | 1      |
| 3     | Tyskland    | 0    | 1      | 0     | 1      |
|       | Ryssland    | 0    | 1      | 0     | 1      |
| 5     | Norge       | 0    | 0      | 1     | 1      |
|       | Vitryssland | 0    | 0      | 1     | 1      |

## Medaljörer

### Damer

#### Masstart
12,5 km 
| Plac. | Namn            | Land        | Tid     | Antal bom   |
| ----- | --------------- | ----------- | ------- | ----------- |
|       | Olena Zubrilova | Ukraina     | 37.09,5 | 0 (0+0+0+0) |
|       | Olga Pyljova    | Ryssland    | + 21,3  | 1 (0+0+1+0) |
|       | Olga Nazarova   | Vitryssland | + 37,7  | 1 (0+1+0+0) |

### Herrar

#### Masstart
15 km 
| Plac. | Namn           | Land      | Tid     | Antal bom   |
| ----- | -------------- | --------- | ------- | ----------- |
|       | Raphaël Poirée | Frankrike | 37.57,8 | 2 (1+0+0+1) |
|       | Sven Fischer   | Tyskland  | + 17,9  | 4 (1+0+1+2) |
|       | Frode Andresen | Norge     | + 26,5  | 5 (0+2+1+2) |